# پلاتو (بازیگری)
پلاتو (به انگلیسی : Plateau) اصطلاحی هنری است به معنای زمین مسطح، یا جایی که پس از مدتی فعالیت، هیچ تغییری در آن ایجاد نشود. این اصطلاح ابتدا در سینما رایج شد و به مکانی مانند استودیو گفته شد که فیلمبرداری در آن انجام می‌گرفت. حال این کلمه بعدها به تئاتر نیز راه پیدا کرد و اکنون اتاق‌های آکوستیک تمرین، که مراحل تولید یک اثر نمایشی در آن‌ها اتفاق می‌افتد، پلاتو نامیده می‌شوند. پلاتو همچنین قابلیت این را دارد که میزبان کلاس‌های آموزش بازیگری، کارگردانی و حتی رقص و موسیقی و هنرهای بینارشته‌ای باشد. 

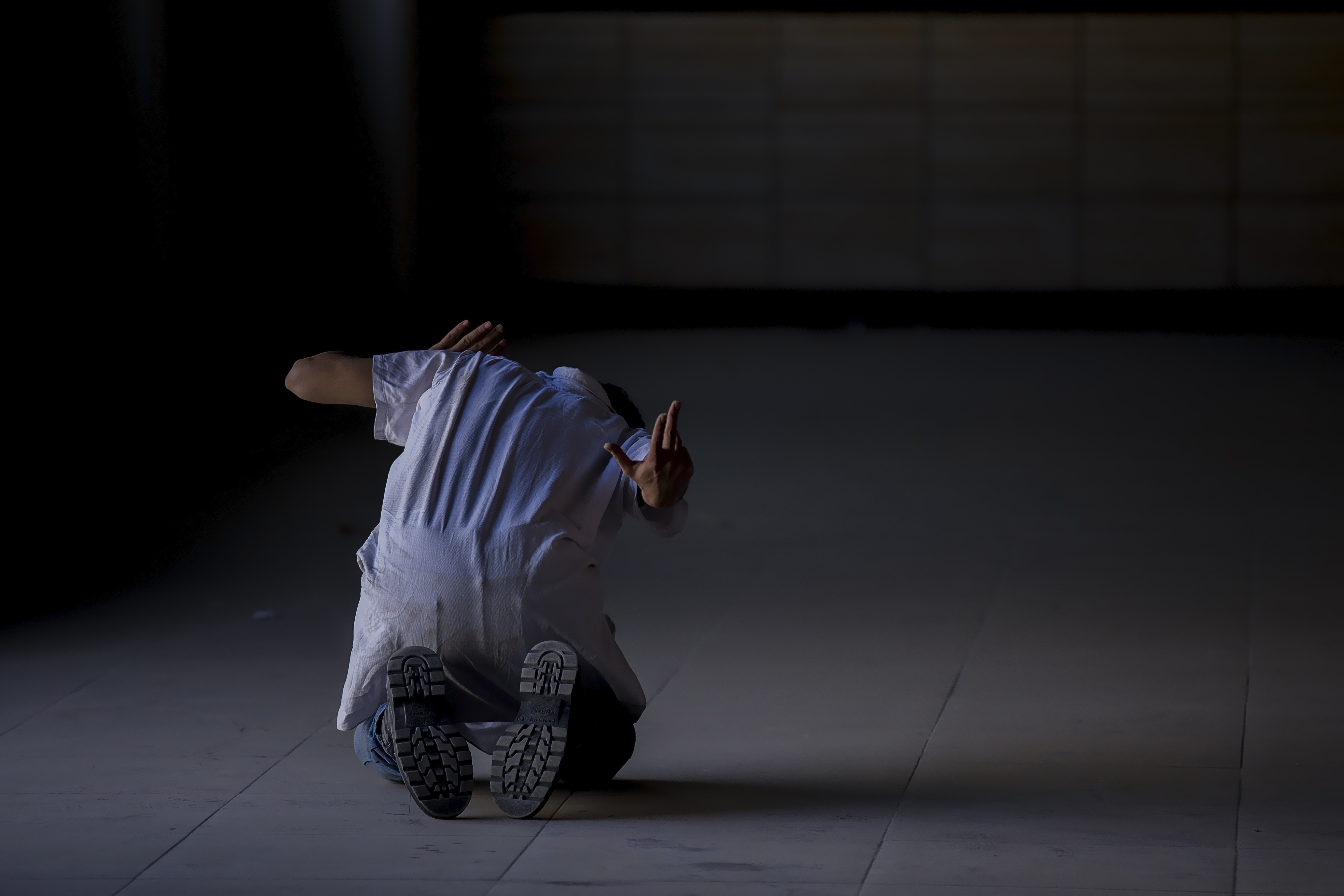
تصویر تمرین در یک پلاتو بلک باکس

## کاربرد
پلاتو مکانی برای هنرمندان سینما و تئاتر است که می توانند در آن به فعالیت های هنری خود بپردازند، اتاق یا سالنی مناسب با دارا بودن شرایطی ویژه‌ایی مانند داشتن کف پوش ، سیستم صوتی و تهویه  مناسب و همچنین آکوستیک بودن حداقلی فضا برای تمرین است. در واقع اهمیت پلاتو در آنجایی حساس و مهم می شود که یک گروه هنری و تئاتری، برای اینکه بتوانند پروژه یا فعالیت خود را به بهترین نحو ممکن به اجرا برسانند و در یک جشنواره یا حتی یک نمایش ارائه دهند، این مراکز فرهنگی و هنری نقش به سزایی در کیفیت خروجی این آثار هنری خواهد داشت. در سال های اخیر با رشد چشمگیر گروه های نمایشی و جذب علاقمندان بیشتر به هنر نمایش، هنرمندان رشته نمایش با مشکل کمبود چنین فضاهایی همانند پلاتو تمرین و همچنین سالن اجرا یا تماشاخانه روبرو شده اند. از آنجایی که دولت و متولیان این رشته هنری توان تامین این گونه امکانات را به اندازه کافی نداشتند، موجب ورود بخش خصوصی به این حوزه شد.

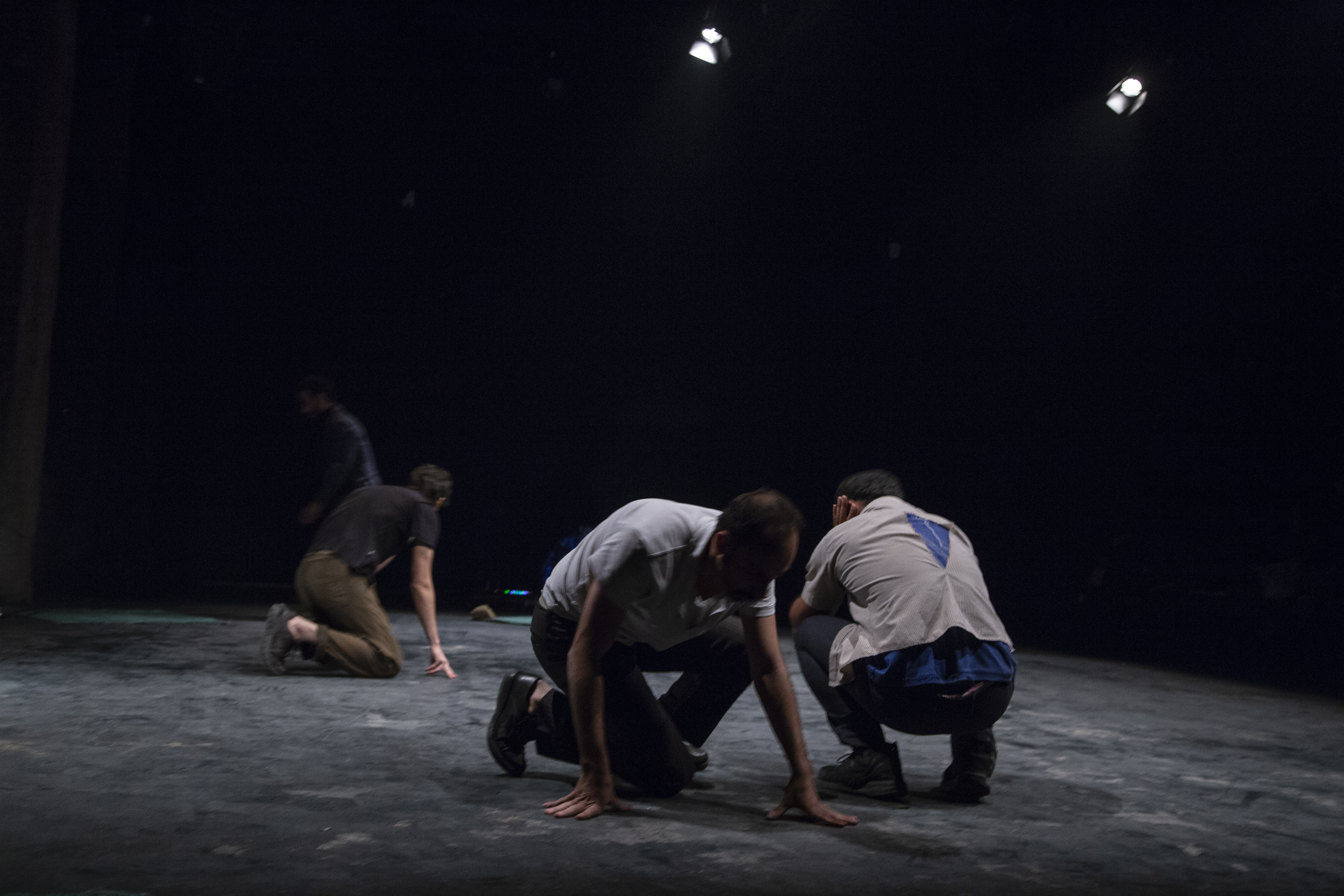
بازبینی نمایش در پلاتو بلک باکس